# Cophanta anthracina
Cophanta anthracina är en fjärilsart som beskrevs av Pieter Cornelius Tobias Snellen 1880. Cophanta anthracina ingår i släktet Cophanta och familjen nattflyn. Inga underarter finns listade i Catalogue of Life.